# Xoanodera serraticornis
Xoanodera serraticornis är en skalbaggsart som beskrevs av Holzschuh 2005. Xoanodera serraticornis ingår i släktet Xoanodera och familjen långhorningar. Inga underarter finns listade i Catalogue of Life.